# Âm đạo có răng

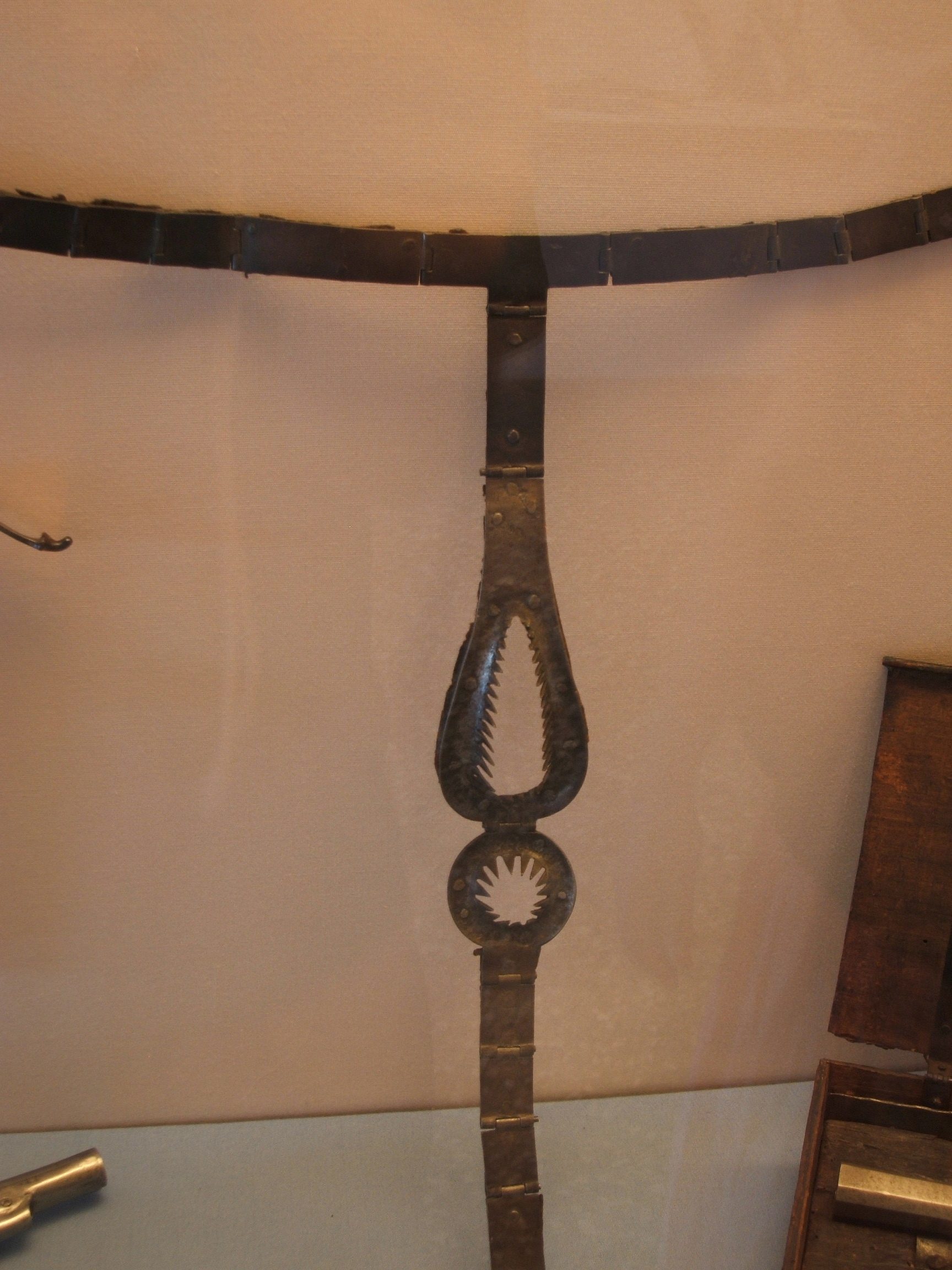
Một chiếc khóa trinh tiết của người Venezia cổ.

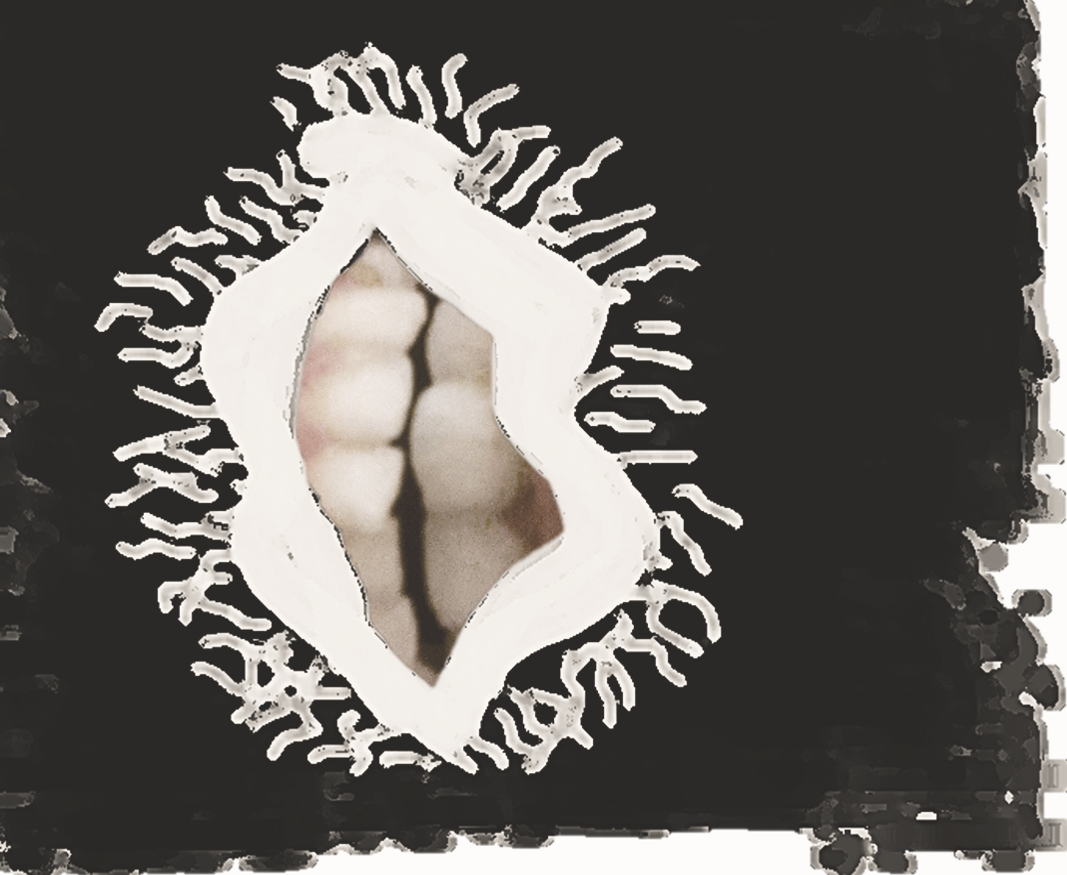

Âm đạo có răng (tiếng Latinh: Vagina dentata) là những câu chuyện dân gian kể về việc âm đạo của phụ nữ có răng, cùng với ngụ ý rằng việc quan hệ tình dục với những phụ nữ có âm đạo có răng này có thể khiến đàn ông xảy ra thương tích, nhiễm trùng hoặc đứt dương vật. Cụm từ "vagina dentata" cũng thường được dùng để đề cập đến một bệnh nan y hiếm gặp ảnh hưởng đến âm đạo được gọi là u nang bì buồng trứng.

## Trong văn hóa dân gian
Mục đích của những câu chuyện dân gian về âm đạo có răng thường là những lời cảnh báo về sự nguy hiểm của những người phụ nữ lạ mặt cũng như nhằm mục đích ngăn chặn hành vi hiếp dâm.
Trong một cuốn sách của mình, nhà tâm lý học người Đức Erich Neumann đã đề cập đến một câu chuyện hư cấu như vậy: "có một con cá sống trong âm đạo của Nữ Ác Mẫu; vị anh hùng thực thụ là người đàn ông có thể đánh bại Nữ Ác Mẫu, bẻ gãy những chiếc răng trong âm đạo của mụ ta, biến mụ ta trở thành một người đàn bà".

### Nam Mỹ
Những câu chuyện về âm đạo có răng cũng xuất hiện trong truyền thuyết của các bộ tộc Chaco và Guiana vùng Nam Mỹ. Trong một số phiên bản của các truyền thuyết này, có những phiên bản đề cập đến việc người anh hùng đã chừa lại một chiếc răng.

### Bắc Mỹ
Hai bộ tộc Ponca và Otoe có lưu truyền một huyền thoại về người anh hùng Coyote đã đánh bại một mụ già độc ác, sau khi mụ đã cắm răng vào âm đạo của chính con gái mình và một nữ tù nhân khác rồi ép họ dụ dỗ, giết hại và cướp tài sản từ những người đàn ông trẻ tuổi. Sau khi hạ mụ già, Coyote giết luôn con gái mụ, nhưng anh lại kết hôn với người phụ nữ bị cầm tù còn lại. Coyote sau đó đã tống khứ những chiếc răng ra khỏi âm đạo của cô, nhưng giữ lại một chiếc răng cùn vì anh thấy nó "rất thú vị khi làm tình".

### Ấn Độ giáo
Trong Ấn Độ giáo, ác thần Andhaka, con trai của Shiva và Parvati (nhưng anh không hề biết điều đó), bị bố mình giết khi anh này cố gắng thuyết phục ông (lúc này đang cải trang) đầu hàng Parvati. Con trai của Andhaka là Adi, cũng là một ác thần, sau đó đã cải trang thành Parvati để dụ dỗ Shiva và mưu toan giết hại ông bằng một âm đạo có răng để trả thù cho Andhaka, nhưng cũng bị giết nốt.

### Thần thoại Ainu
Người Ainu lưu truyền một câu chuyện kể rằng có một con quỷ với hàm răng sắc nhọn đã ẩn mình bên trong âm đạo của một phụ nữ trẻ và xẻo thịt hai chàng trai trẻ trong đêm tân hôn của họ. Để tống khứ con quỷ, người phụ nữ đã đến gặp một người thợ rèn, nhờ ông chế tạo ra một dương vật bằng sắt để bẻ gãy hàm răng của con quỷ.

### Thần thoại Maori
Trong thần thoại của người Maori, kẻ bịp bợm mang tên Māui cố gắng ban cho loài người sự bất tử bằng cách đảo ngược quá trình sinh nở, khi hóa thành một con sâu và chui vào âm đạo của Hine-nui-te-pō (nữ thần bóng đêm và cái chết) rồi chui ra ngoài qua đường miệng của bà lúc bà đang ngủ. Mánh khóe của anh ta bị phá hỏng khi một con pīwakawaka (bồ câu đuôi quạt New Zealand) bật cười, đánh thức Hine-nui-te-pō. Bà đã dùng chiếc răng âm đạo bằng đá vỏ chai của mình để cắn chết Māui trong hình dạng con sâu.

### Tây Á
Người Ả Rập từ vùng Đông Nam Iran và các hòn đảo ở eo biển Hormuz có lưu truyền câu chuyện về Menmendas, một sinh vật mang hình dáng một thiếu nữ xinh đẹp với những chiếc gai trên bắp đùi. Cô thường đi dạo ở những vùng núi ven biển, mang bên mình một hộp nhỏ đựng đồ trang sức và quyến rũ tất cả những người đàn ông trên đường. Sau khi quyến rũ được một người đàn ông, cô dẫn anh ta vào một ngôi nhà hoang, nằm kê đầu lên hộp đồ trang sức và dang rộng hai chân. Nếu người đàn ông biết rõ người phụ nữ này là ai, anh ta có thể bỏ chạy bằng cách ném một nắm cát vào mắt cô ta và cầm chiếc hộp đi theo. Còn nếu anh ta bị kích thích và thu hút, người phụ nữ này sẽ xé anh ta thành từng mảnh một bằng hai chân của mình.

## Ẩn dụ
Trong cuốn sách Sexual Personae xuất bản năm 1991, tác giả Camille Paglia đã viết: "âm đạo có răng không phải là sự hoang tưởng về thành kiến giới tính: trong mỗi âm đạo, mọi dương vật đều bị làm nhỏ đi, giống như con người vậy, loài người, cả nam và nữ, đều bị nuốt chửng bởi mẹ thiên nhiên". Còn trong cuốn sách The Wimp Factor, Stephen J. Ducat cũng có quan điểm tương tự, cho rằng những câu chuyện dân gian này đặt ra những vấn đề về việc quan hệ tình dục của đàn ông, khi lúc mới lâm trận thì ông nào cũng rất vui sướng hoan hỉ, nhưng khi kết thúc cuộc vui thì mọi thứ lại trở nên nhàm chán (dương vật xìu xuống).

## Trong văn hóa đại chúng
- Trong cuốn tiểu thuyết Snow Crash của Neal Stephenson, âm đạo của nhân vật nữ YT được trang bị một chiếc răng giả, một thiết bị có tác dụng tiêm một dung dịch thuốc ngủ cực mạnh vào bất cứ thứ gì bị nó đâm vào nhằm ngăn chặn hành vi cưỡng hiếp.
- Những câu chuyện dân gian về âm đạo có răng là cơ sở cho bộ phim hài kinh dị Teeth của Mỹ ra mắt năm 2007, do Mitchell Lichtenstein viết kịch bản kiêm đạo diễn.[15] Trong phim, Jess Weixler vào vai Dawn O'Keefe, một phát ngôn viên tuổi teen theo đạo Cơ đốc, hoạt động trong một nhóm cam kết kiêng cữ việc quan hệ tình dục. Với chiếc âm đạo có răng của mình, O'Keefe đã tận dụng nó để chống lại nạn cưỡng hiếp và lạm dụng tình dục.[16]

## Y học
U nang bì buồng trứng là một loại khối u hiếm gặp phát triển trong âm đạo. Loại khối u này được hình thành ở các lớp bên ngoài của tế bào da phôi. Những tế bào này theo thời gian có thể phát triển thành nhiều loại mô khác nhau. Những khối u nang bì có thể hình thành ở bất cứ đâu trên da hoặc những nơi da hướng vào trong để tạo thành một cơ quan khác, chẳng hạn như ở tai hoặc vùng âm đạo. Tuy nhiên, khi u nang bì buồng trứng sinh sôi ở âm đạo, chúng được bao phủ bởi một lớp mô âm đạo bình thường và do đó, chúng thường xuất hiện dưới hình dáng một cục u.